# VR Bank Ravensburg-Weingarten
Die VR Bank Ravensburg-Weingarten eG war eine deutsche Genossenschaftsbank mit Sitz in Ravensburg. In ihrem Geschäftsgebiet betrieb die VR Bank Ravensburg-Weingarten eG neun Geschäftsstellen. Aus der Fusion mit der Volksbank Friedrichshafen-Tettnang eG ging die Volksbank Bodensee-Oberschwaben hervor.

## Geschichte
Die VR Bank Ravensburg-Weingarten eG entstand 2017 aus der Fusion der Raiffeisenbank Ravensburg eG mit der Volksbank Weingarten eG. Der Standort Ravensburg bildete den Unternehmenshauptsitz mit der zentralen Unternehmensverwaltung. Ziel der Fusion war, aus zwei etablierten Banken eine wettbewerbsfähige Einheit zu schaffen. 2023 fusionierte die 2017 entstandene Bank mit der Volksbank Friedrichshafen-Tettnang eG zur Volksbank Bodensee-Oberschwaben eG.

### Volksbank Weingarten eG
Mit ihrer Gründung im Jahr 1866 gehörte die Volksbank Weingarten eG zu den ältesten selbstständigen Kreditgenossenschaften der Region.

### Raiffeisenbank Ravensburg eG
Die Raiffeisenbank Ravensburg eG hatte ihren Ursprung in dem im Jahr 1898 gegründeten Darlehenskassenverein Wolpertswende, aus welchem nach einigen Fusionen im Jahr 1996 die Raiffeisenbank Ravensburg eG hervorging.

### Übersicht
Im Jahr 1866 wurde die Gewerbebank Weingarten gegründet; diese wurde 1889 in eine Genossenschaft mit beschränkter Haftpflicht umgewandelt. In den darauffolgenden Jahren wurden der Darlehenskassenverein Wolpertswende (1898), der Darlehenskassenverein Kappel (1901), die Raiffeisenbank Wolketsweiler eG (1903), die Darlehenskassenvereine Zogenweiler (1908), Amtzell und Bodnegg (beide 1909), sowie die Spar- und Darlehenskasse Bergatreute (1910) gegründet. Der Umzug der Gewerbebank Weingarten in das erste eigene Banklokal erfolgte im Jahr 1911. 1913 begann die Aufnahme des Darlehenskassenvereins Waldburg in den Verband.
Zwischen 1914 und 1925 wurden die Darlehenskassenvereine Berg (1914), Gornhofen (1919), Unterankenreute (1921), Obereschach (1922) und Schmalegg (1925) gegründet. 1939 wurde die Gewerbebank Weingarten in „Volksbank Weingarten“ umbenannt.
1967 fusionierten die Raiffeisenbank Wolketsweiler eG mit der Raiffeisenbank Schmalegg eG zur Raiffeisenbank Wolketsweiler-Schmalegg eG, welche vier Jahre später mit der Raiffeisenbank Kappel eG fusionierte. 1973 wurde eine Zweigstelle in Schlier eingerichtet. 
Seit den 1980er-Jahren fusionierten die einzelnen Raiffeisen- und Volksbanken:
Im Jahr 1981 erfolgten die Fusionen der Raiffeisenbank Wolketsweiler eG und der Raiffeisenbank Zogenweiler eG zur Raiffeisenbank Horgenzell eG und der Volksbank Weingarten eG mit der Baindter Bank. 1993 fusionierte die Volksbank Weingarten eG mit der Raiffeisenbank Grünkraut, drei Jahre später fusionierten die Raiffeisenbank Eschach-Gornhofen eG und die Raiffeisenbank Horgenzell eG zur Raiffeisenbank Ravensburg eG und die Volksbank Weingarten eG mit der Baienfurter Bank. 
1999 fusionierten die Raiffeisenbank Ravensburg eG und die Raiffeisenbank Berg eG, im darauffolgenden Jahr erfolgte die Fusion zwischen den Raiffeisenbanken Amtzell, Bodnegg, Waldburg und der Ankenreute-Schlier zur Raiffeisenbank Vorallgäu eG. 2002 fusionierten die Raiffeisenbank Ravensburg eG und die Raiffeisenbank Wolpertswende-Mochenwangen eG, die Fusion der Raiffeisenbank Ravensburg eG mit der Raiffeisenbank Bergatreute eG im Jahr 2004 folgte. In den Jahren 2012 und 2017 erfolgten die Fusionen der Raiffeisenbank Ravensburg eG mit der Raiffeisenbank Vorallgäu eG sowie der Volksbank Weingarten eG mit der Raiffeisenbank Ravensburg eG zur VR Bank Ravensburg-Weingarten. Im Jahr 2015 erfolgte der Bezug der neuen Zentrale der Raiffeisenbank Ravensburg eG im Herzen Ravensburgs.
Im Juni 2023 fusionierte die VR Bank Ravensburg-Weingarten eG mit der Volksbank Friedrichshafen-Tettnang eG rückwirkend zum 1. Januar 2023 zur Volksbank Bodensee-Oberschwaben eG.

## Geschäftsgebiet
Das Geschäftsgebiet der VR Bank Ravensburg-Weingarten eG umfasste die Orte Ravensburg, Amtzell, Baienfurt, Baindt, Berg, Bergatreute, Bodnegg, Grünkraut, Horgenzell, Schmalegg, Oberhofen, Unterankenreute, Schlier, Waldburg, Weingarten und Wolpertswende.

## Gesellschaftliches Engagement
In jedem Jahr unterstützte die VR Bank Ravensburg-Weingarten eG karitative Organisationen und ehrenamtliche Vereine mit über 100.000 Euro.

## Hauptstelle
Die im Dezember 2015 fertiggestellte Hauptstelle der VR Bank Ravensburg-Weingarten eG wurde bereits vor der Fusion von den noch eigenständigen Banken Raiffeisenbank Ravensburg eG und Volksbank Weingarten eG bezogen. Zu Beginn operierten die Banken noch als zwei eigenständige Unternehmen in einem Gebäude, was sich jedoch im Zuge der Fusion änderte.
Das Gebäude in U-Form ist das Ergebnis eines Architekturwettbewerbs zwischen 19 Büros. Diese stellten sich der Aufgabe, einen schlichten und zweckmäßigen, aber dennoch markanten Bau zu konzipieren. Als Sieger des Wettbewerbs ging der Entwurf des Büros fuchs.maucher.architekten.bda aus Waldkirch hervor. Der weitläufige Innenhof der Hauptstelle sorgt für eine Belichtung aller Räume. Durch den großzügigen Einsatz von Glas im Gebäudeinneren soll die offene und kommunikative Arbeitsweise der Mitarbeiter unterstützt werden.